# Stenagrion dubium
Stenagrion dubium – gatunek ważki z rodziny łątkowatych (Coenagrionidae). Endemit Borneo.